# صوفي كيلر
صوفي كيلر (بالدنماركية: Sophie Keller)‏ هي مغنية أوبرا دنماركية، ولدت في 14 نوفمبر 1850 في كوبنهاغن في الدنمارك، وتوفي بنفس المكان في 1 مايو 1929.